# Một số định lý liên quan đường conic
Một số định lý liên quan đường conic  là một số định lý nêu lên mối quan hệ giữa các đối tượng hình học như điểm, đường thẳng, tam giác về các tính chất thẳng hàng, đồng quy,....xoay quanh các tính chất của đường conic.

## Định lý Pascal
Nội dung định lý khẳng định rằng cho sáu điểm bất kỳ {\displaystyle ABCDEF} trên một conic (ví dụ elip, parabol hoặc hyperbol) khi đó giao điểm của các cặp cạnh đối diện thẳng hàng. Đường thẳng này gọi là đường thẳng Pascal.

Đường thẳng Pascal của lục giác ABCDEF nội tiếp một Elip. Các cạnh đối diện của một hình lục giác có cùng màu sắc.

## Định lý Brianchon
Trong hình học phẳng định lý Brianchon phát biểu rằng nếu một lục giác ngoại tiếp một conic (đường bậc hai) thì 3 đường chéo chính của nó đồng quy. Định lý Brianchon là định lý Kép của định lý Pascal.

Định lý Brianchon: Đường chéo của lục giác ngoại tiếp đường conic sẽ đồng quy

## Định lý tiếp xúc kép
Cho ba đường conic, mỗi đường conic này tiếp xúc với một đường conic thứ tư tại hai điểm. Khi đó ba đường conic đầu giao nhau mỗi đường conic còn lại tạo thành các tứ giác, như vậy ta có ba tứ giác. Đường chéo của các tứ giác sẽ tạo thành một tứ giác toàn phần. 

Định lý tiếp xúc kép-Double contact theorem

## Định lý ba đường conic
Định lý về ba đường conic được phát biểu như sau nếu ba đường conic đi qua hai điểm chung. Khi đó đường thẳng nối cặp giao điểm còn lại của cặp hai đường conic trong ba đường này sẽ đồng quy. Đường tròn là một đường conic với hai điểm tại vô cùng. Định lý này là trường hợp tổng quát của định lý tâm đẳng phương của ba đường tròn.. Định lý về ba đường conic cũng là một mở rộng của định lý Pascal.

Định lý ba đường conic-Three conics theorem

## Định lý bốn đường conic
Cho sáu điểm nằm trên một đường conic (màu xanh). Cho ba đường conic (màu đỏ) mỗi đường đi qua bốn điểm trong sáu điểm trên và mỗi điểm trên chỉ có ba đường conic đi qua tính cả đường (conic màu xanh). Khi đó đường thẳng nối giao điểm thứ hai của các đường conic này sẽ đồng quy.

Định lý bốn đường conic-Four conics theorem